# Macroteleia livingstoni
Macroteleia livingstoni är en stekelart som beskrevs av Saraswat 1982. Macroteleia livingstoni ingår i släktet Macroteleia och familjen Scelionidae. Inga underarter finns listade i Catalogue of Life.